# Rauna (novads)
Rauna (łot.: Raunas novads) – jeden z łotewskich novadsów, funkcjonujący w latach 2009–2021.

## Historia
Novads powstało na terenach należących przed 2009 do rejonu Kieś.
W skład novadsu wchodziły dwa pagastsy: Drusti i Rauna. Jego stolicą została wieś Rauna.
Zlikwidowany w ramach reformy administracyjnej 30 czerwca 2021. Wszedł w całości w skład nowego novadsu Kieś.